# David di Donatello du meilleur scénario original
Le David di Donatello du meilleur scénario original (David di Donatello per la migliore sceneggiatura originale) est une récompense cinématographique italienne décernée annuellement par l'Académie du cinéma italien, plus précisément par l’Ente (Association) David di Donatello. Avec le David di Donatello du meilleur scénario adapté (David di Donatello per la migliore sceneggiatura adattata), elle remplace depuis 2017 le David di Donatello du meilleur scénario (Migliore sceneggiatura).

## Palmarès

### Années 2010
- 2017 : Nicola Guaglianone, Barbara Petronio et Edoardo De Angelis pour Indivisibili
  - Claudio Giovannesi, Filippo Gravino et Antonella Lattanzi pour Fiore
  - Michele Astori, Pierfrancesco Diliberto et Marco Martani pour Bienvenue en Sicile (In guerra per amore)
  - Paolo Virzì et Francesca Archibugi pour Folles de joie (La pazza gioia)
  - Roberto Andò et Angelo Pasquini pour Les Confesions (Le confessioni)
  - Filippo Gravino, Francesca Manieri et Matteo Rovere pour Veloce come il vento
- 2018 : Susanna Nicchiarelli pour Nico, 1988
  - Jonas Carpignano pour A Ciambra
  - Marco et Antonio Manetti et Michelangelo La Neve pour Ammore e malavita
  - Donato Carrisi pour La Fille dans le brouillard (La ragazza nella nebbia)
  - Francesco Bruni pour Tutto quello che vuoi
- 2019 : Ugo Chiti, Massimo Gaudioso et Matteo Garrone pour Dogman
  - Francesca Marciano, Valia Santella et Valeria Golino pour Euforia
  - Damiano et Fabio D'Innocenzo pour Frères de sang (La terra dell'abbastanza)
  - Alice Rohrwacher pour Heureux comme Lazzaro (Lazzaro felice)
  - Alessio Cremonini, Lisa Nur Sultan pour Sur ma peau (Sulla mia pelle)

### Années 2020
- 2020 : Marco Bellocchio, Ludovica Rampoldi, Valia Santella et Francesco Piccolo pour Le Traître (Il traditore)
- 2021 : Mattia Torre pour Figli
  - Francesco Bruni pour Cosa sarà
  - Damiano et Fabio D'Innocenzo pour Storia di vacanze (Favolacce)
  - Pietro Castellitto pour I predatori
  - Giorgio Diritti, Tania Pedroni et Fredo Valla pour Je voulais me cacher (Volevo Nascondermi)
- 2022 : Leonardo Di Costanzo, Bruno Oliviero et Valia Santella pour Ariaferma
  - Jonas Carpignano pour A Chiara
  - Paolo Sorrentino pour La Main de Dieu
  - Nicola Guaglianone et Gabriele Mainetti pour Freaks Out
  - Mario Martone et Ippolita Di Majo pour Qui rido io
- 2023 : Roberto Andò, Ugo Chiti et Massimo Gaudioso pour La stranezza
  - Gianni Di Gregorio et Marco Pettenello pour Astolfo
  - Susanna Nicchiarelli pour Chiara
  - Marco Bellocchio, Stefano Bises, Ludovica Rampoldi et Davide Serino pour Esterno notte
  - Gianni Amelio, Edoardo Petti et Federico Fava pour Il signore delle formiche
  - Emanuele Crialese, Francesca Manieri et Vittorio Moroni pour L'immensità

- 2024 : Furio Andreotti, Giulia Calenda et Paola Cortellesi pour Il reste encore demain (C'è ancora domani)
  - Francesca Marciano, Nanni Moretti, Federica Pontremoli et Valia Santella pour Vers un avenir radieux (Il sol dell'avvenire)
  - Matteo Garrone, Massimo Gaudioso, Massimo Ceccherini et Andrea Tagliaferri pour Moi, capitaine (Io capitano)
  - Alice Rohrwacher, Marco Pettenello et Carmela Covino pour La Chimère (La chimera)
  - Maurizio Braucci et Michele Riondino pour Palazzina Laf

- 2025 : Maura Delpero pour Vermiglio ou La Mariée des montagnes (Vermiglio)
  - Marco Pettenello (it) et Andrea Segre pour Berlinguer - La grande ambizione (it)
  - Enrico Maria Artale pour El paraíso
  - Anita Rivaroli et Margherita Vicario pour Gloria
  - Francesca Comencini pour Prima la vita (Il tempo che ci vuole)
  - Paolo Sorrentino pour Parthenope